# Gurgel Carajás
O Gurgel Carajás foi o maior utilitário fabricado pela Gurgel. O grande porta-malas e o relativo conforto o diferenciavam dos demais jipes nacionais. Produzido nas versões Standard, LE e VIP, os modelos inicialmente planejados seriam: MM (Modelo Militar), TL (Teto Lona), RL (Rígido Lona) e TR (Teto Rígido), mas somente o último foi produzido em série. A partir de 1988 foi oferecida a versão com 4 portas, tendo a traseira mais longa e o teto pouco mais alto.
A intenção da Gurgel era oferecer um modelo para um nicho de mercado que simplesmente não contava com nenhuma oferta no Brasil: um veículo confortável e de certo luxo, com muito espaço interno para cinco pessoas, seguro e potente na estrada, e ao mesmo tempo versátil, muito resistente, capaz de enfrentar estradas de terra em más condições e algum "fora-de-estrada" mais leve. Ou seja, exatamente a proposta dos SUVs (Sport Utility Vehicles), apenas parcialmente representada no Brasil daquela época pelas grandes pick-ups Ford e Chevrolet transformadas em caminhonetes fechadas ou cabines-duplas, além da antiga Chevrolet Veraneio. O Gurgel Carajás, no entanto, era muito menor e mais leve (é pouco mais curto que um Ford EcoSport), pendendo mais para o lado jipe, ainda que extremamente versátil, sendo na época classificado informalmente como "jipão". Em seu material de divulgação, a Gurgel empregava o termo "Social Country", mirando especialmente nos consumidores de alto poder aquisitivo da área rural.
Apesar das dimensões externas relativamente modestas, o desenho absolutamente "quadrado" do Carajás somado à estrutura tubular do seu chassis resultou em um espaço interno inusitadamente grande, que surpreende qualquer pessoa ao primeiro contato. Externamente, o design da parte dianteira era bem cuidado e muito marcante, inspirado em uma disposição de elementos típica dos automóveis norte-americanos da época. O estepe semi-embutido sobre o capô dianteiro completava um visual agressivo e que até hoje é inconfundível. O interior era relativamente simples, onde se destacavam o banco dianteiro esquerdo deslocável sobre trilhos tubulares para dar acesso à traseira, o sistema de ventilação embutido no teto e com cinco saídas individuais, a parte inferior totalmente acarpetada e a posição elevada dos bancos, a qual permitia um nível de conforto fora do comum.
Inicialmente podia ser equipado com um motor Volkswagen AP movido a gasolina 1.8 com 85 cv, álcool 1.8 com 97 cv (usados no Volkswagen Santana) ou diesel 1.6 com 50 cv (usado na Volkswagen Kombi diesel). Depois de alguns anos as versões a álcool e a diesel deixaram de ser fabricados. Em 1989, somente o modelo a gasolina era produzido. Mecanicamente, o que mais chama atenção é o sistema de transmissão: o TTS (Tork Tube System) era constituído por um cardã de aço maciço e flexível colocado dentro de um tubo de proteção, que levava a força do motor/embreagem (dianteiros) à sua caixa de marchas (traseira). Uma boa solução para compatibilizar as aptidões do carro nos ambientes de estrada e fora-de-estrada, pois permitia: uma perfeita distribuição de peso (50%/50%), o uso de suspensões independentes nas quatro rodas e razoável capacidade de tração nas rodas motrizes traseiras, a um custo muito menor do que se a opção fosse por uma transmissão 4X4. Contudo, o TTS apresentava alguns pontos negativos, como a demora do acionamento da embreagem (devido a grande inércia do eixo) forçando o motorista a trocar as marchas com um intervalo de tempo maior entre o desengate e o engate, principalmente entre a 2º e a 3º marcha.
Como tradição dos jipes da marca, seu monobloco era feito de Plástico Industrial Reforçado com Fibra de Vidro envolvendo tubos de aço, denominado Plasteel (patente da Gurgel Motores). Tinha somente tração traseira, mas também o Selectraction, sistema que permitia bloquear individualmente uma das rodas traseiras, fazendo com que ele encarasse determinados terrenos que outro veículo sem tração 4X4 não venceria.
Pode-se dizer que, de certa forma, o Carajás substituiu o modelo X15 na linha de modelos da Gurgel, ainda que ocupasse outro nicho. Nos seus primeiros anos, o modelo era geralmente referenciado oficialmente como "X15 Carajás", e até 1987 a sua numeração de chassis iniciava com "X15...", fatos que por vezes geram algumas confusões. Além disso, o Carajás teve o desenho de seu chassis nitidamente inspirado na estrutura utilizada anteriormente pelo X15, bem como herdou deste a utilização de subconjuntos mecânicos da Kombi - câmbio, direção, suspensão dianteira e freios.
A rigidez e a resistência do chassis, o elevado vão livre, a parte inferior quase totalmente lisa, as suspensões independentes e a presença do Selectraction, como nos outros jipes da marca, contribuem para as aptidões fora-de-estrada do Carajás. Em contrapartida, o relativamente elevado peso e sua distribuição (os outros jipes Gurgel deviam suas boas características de tração à muito alta concentração de peso na traseira, algo atingido apenas marginalmente pelo Carajás e seu TTS), assim como o curso muito reduzido das suspensões, são fatores que determinam sérias limitações na utilização em trilhas e em condições mais críticas. Porém, se usado dentro de sua proposta original, o Carajás é um veículo confiável e eficiente. Em estradas asfaltadas, o Carajás é muito confortável e seguro, mas sua relação peso/potência pouco favorável e seu desenho totalmente descompromissado com a eficiência aerodinâmica praticamente o limitam a velocidades de cruzeiro em torno de 100 km/h. Na cidade ele se apresenta razoavelmente ágil, sendo penalizado pela direção relativamente pesada e pelas condições de visibilidade prejudicadas pelas enormes colunas B e C da capota.
Assim como os outros utilitários Gurgel, o Carajás foi muito vendido para frotas de órgãos públicos e empresas estatais, muitas vezes produzidos sob encomenda e já saindo da fábrica com equipamentos específicos. A versão de 4 portas, fabricada a partir de 1988, destinava-se majoritariamente ao emprego como camburão policial, sendo relativamente raras as unidades vendidas na versão "civil". A produção em série do Carajás terminou em janeiro de 1991, mas possivelmente algumas unidades ainda foram produzidas e vendidas sob encomenda.

## Destaques do Gurgel Carajás
- O Carajás foi o primeiro veículo da Gurgel com motor dianteiro e tração traseira. Era um veículo com enorme espaço interno, bancos e acabamento bons e desenho simples de linhas retas. Toda a carroceria era de fibra de vidro, algo característico dos veículos da Gurgel. Ao contrário dos jipes anteriores da Gurgel, que usavam os mesmos componentes mecânicos do Volkswagen Fusca montados na mesma configuração, o Gurgel Carajás tinha adaptações mecânicas próprias. Ele usava motores refrigerados a água, tanto a diesel, como a gasolina e a álcool. Na sua faixa de mercado, o Carajás foi bem vendido até o início da abertura das importações, em 1990.
- De fato, em 1989 a Gurgel detinha 75% do mercado brasileiro de jipes, sendo que o Toyota Bandeirante completava o restante.

## Problemas do Gurgel Carajás
- Era muito caro, embora de preço bastante inferior ao Toyota Bandeirante, sob certa perspectiva o seu único concorrente real no Brasil, até a abertura das importações, em 1990. Convém lembrar que em 1989 o Toyota Bandeirante era mais caro no Brasil do que um Land Rover nos Estados Unidos.
- Os Carajás até meados de 1987 tinham o teto pintado de preto, ajudando a esquentar o interior, um inconveniente em muitos lugares do Brasil.
- O estepe ficava sobre o capô do motor, dificultando a visibilidade nos primeiros modelos. Motoristas com menos de 1,8 m tinham dificuldades por conta deste problema, solucionado em 1987 com o rebaixamento do compartimento do estepe. Por conter este, o capô era muito pesado, sendo sofrível o início da sua abertura, após o que os dois amortecedores a gás facilitavam o procedimento.
- Câmbio e transmissão sofriam com o uso descuidado ou em situações extremas, passando em vários casos a apresentar vibrações e ruídos de trabalhosa solução.
- A grande carroceria de fibra de vidro tende com o tempo a apresentar ruídos e problemas de vedação.
- A ventilação dinâmica unicamente pelo teto era uma boa ideia, mas insuficiente para uso na cidade e em locais quentes.
- Não tinha tração 4X4, mas sua proposta (apesar da aparência) não era de ser um verdadeiro jipe e sim um SUV ou crossover.